# Cidade Baixa (Salvador)
A Cidade Baixa é a área abaixo da falha geológica da cidade de Salvador, capital do estado brasileiro da Bahia. É uma planície relativamente estreita e litorânea (banhada pela Baía de Todos os Santos), ligada à Cidade Alta pelo Elevador Lacerda. As principais atividades econômicas da região são a portuária e a comercial.

## Histórico
Salvador foi a primeira capital do Brasil, construída a partir de 1545 como cidade-fortaleza, destinada à administração colonial e comércio. Seu crescimento deu-se em dois planos — a Cidade Baixa, compreendida pelo Bairro da Praia com uma comprida rua que dividia o porto e as casas comerciais — e a Cidade Alta, onde estavam as áreas de São Bento (incluindo Sé), Palma, Desterro, Saúde e Santo Antônio Além do Carmo.
A cidade, assim, cresceu ao longo do seu litoral, embora a chamada "mancha matriz" tenha surgido no alto da escarpa acima 65 metros da faixa litorânea.

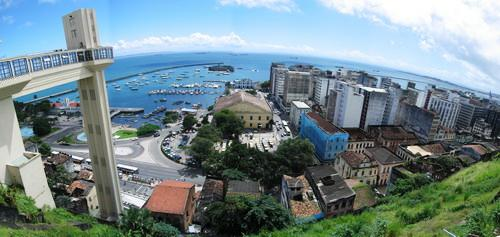
Vista da Cidade Baixa, com o Mercado Modelo e o Elevador Lacerda, que faz ligação com a Cidade Alta.